# اوپل ماریوا
اوپل ماریوا (Opel Meriva) خودرویی است که از سال ۲۰۰۲—کنون در ساراگوسا، اسپانیا و برزیل تولید شده‌است.
طراحی آن خودروهای موتور جلو-محور جلو بوده است.

## نگارخانه

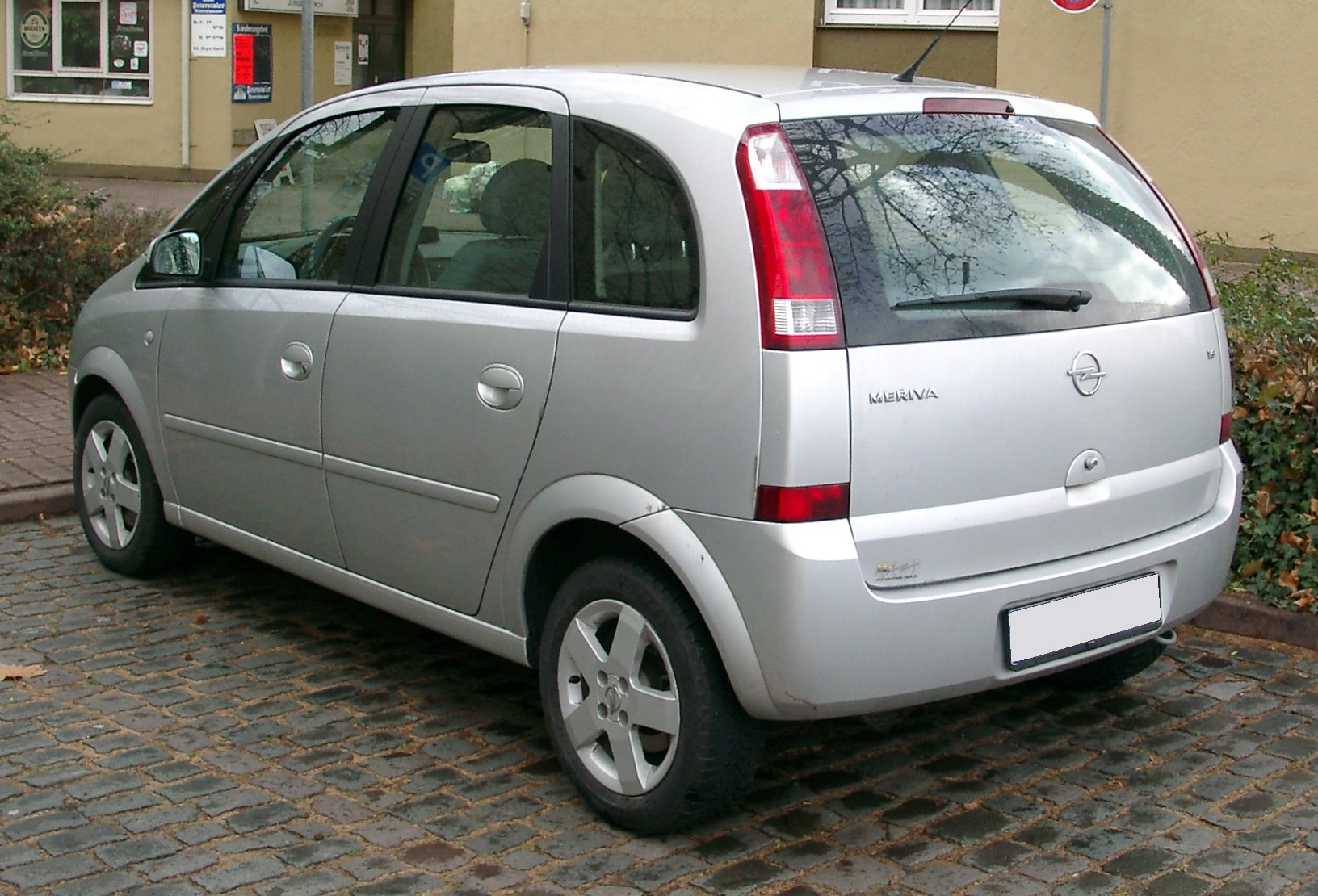
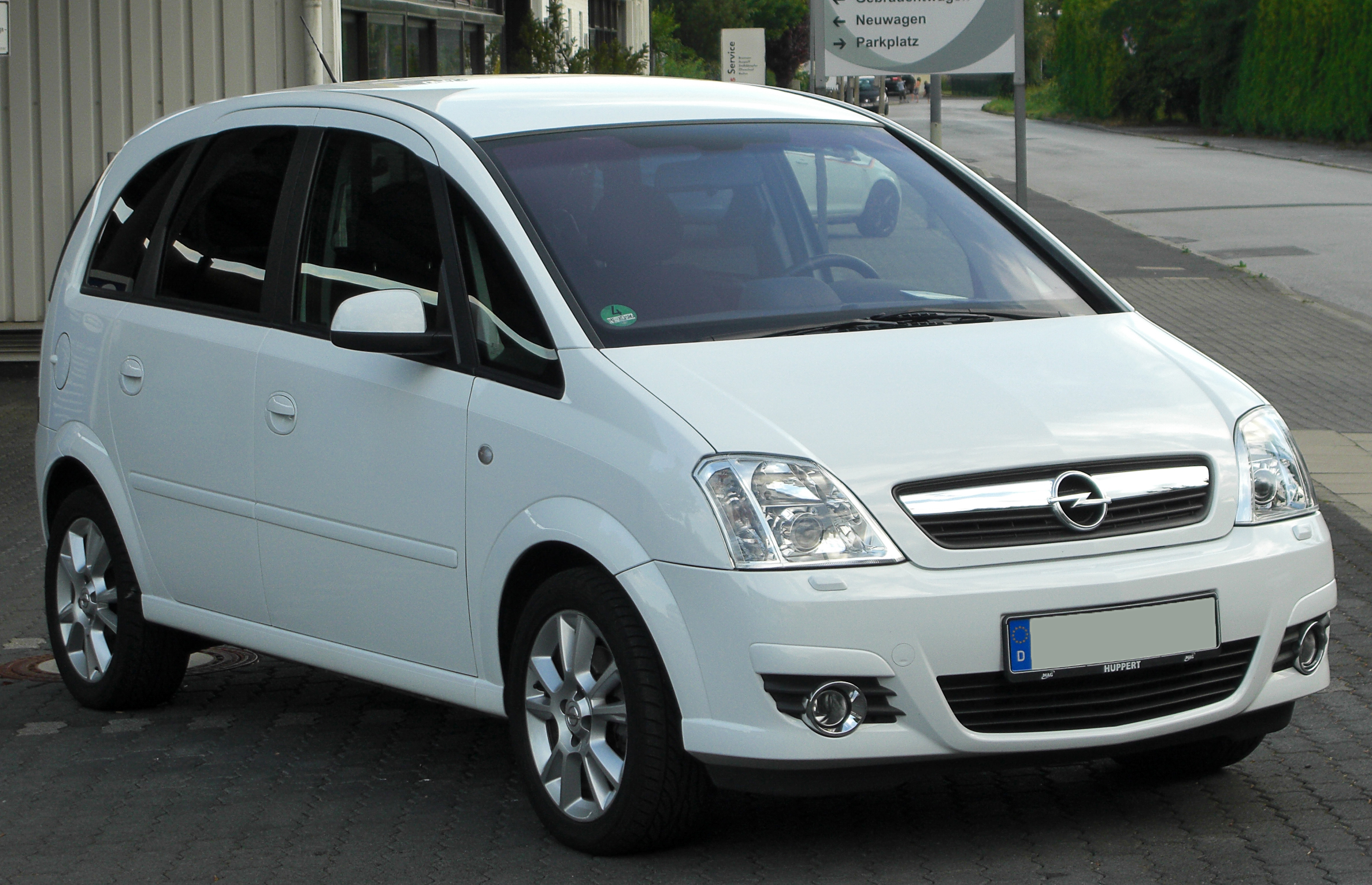
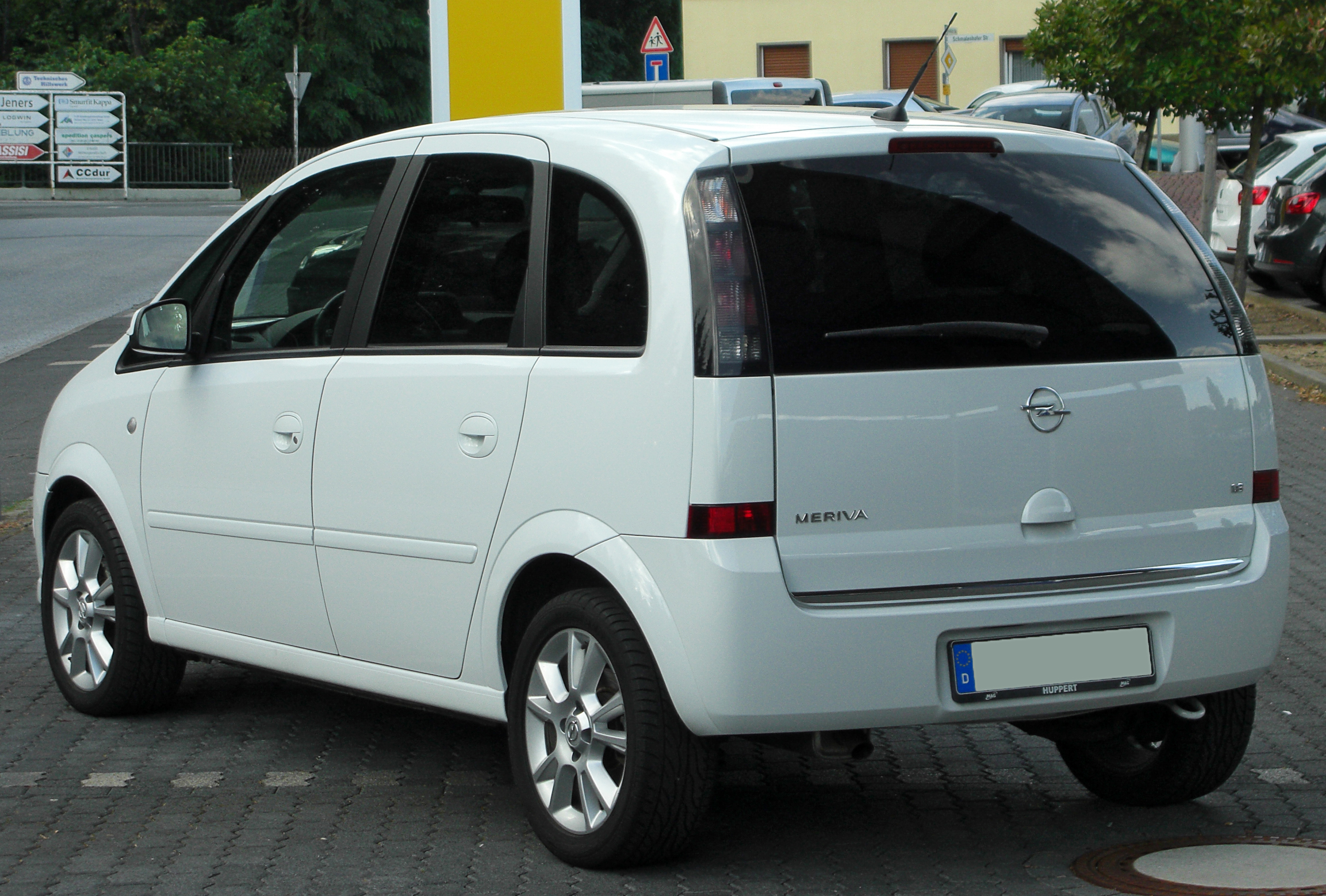
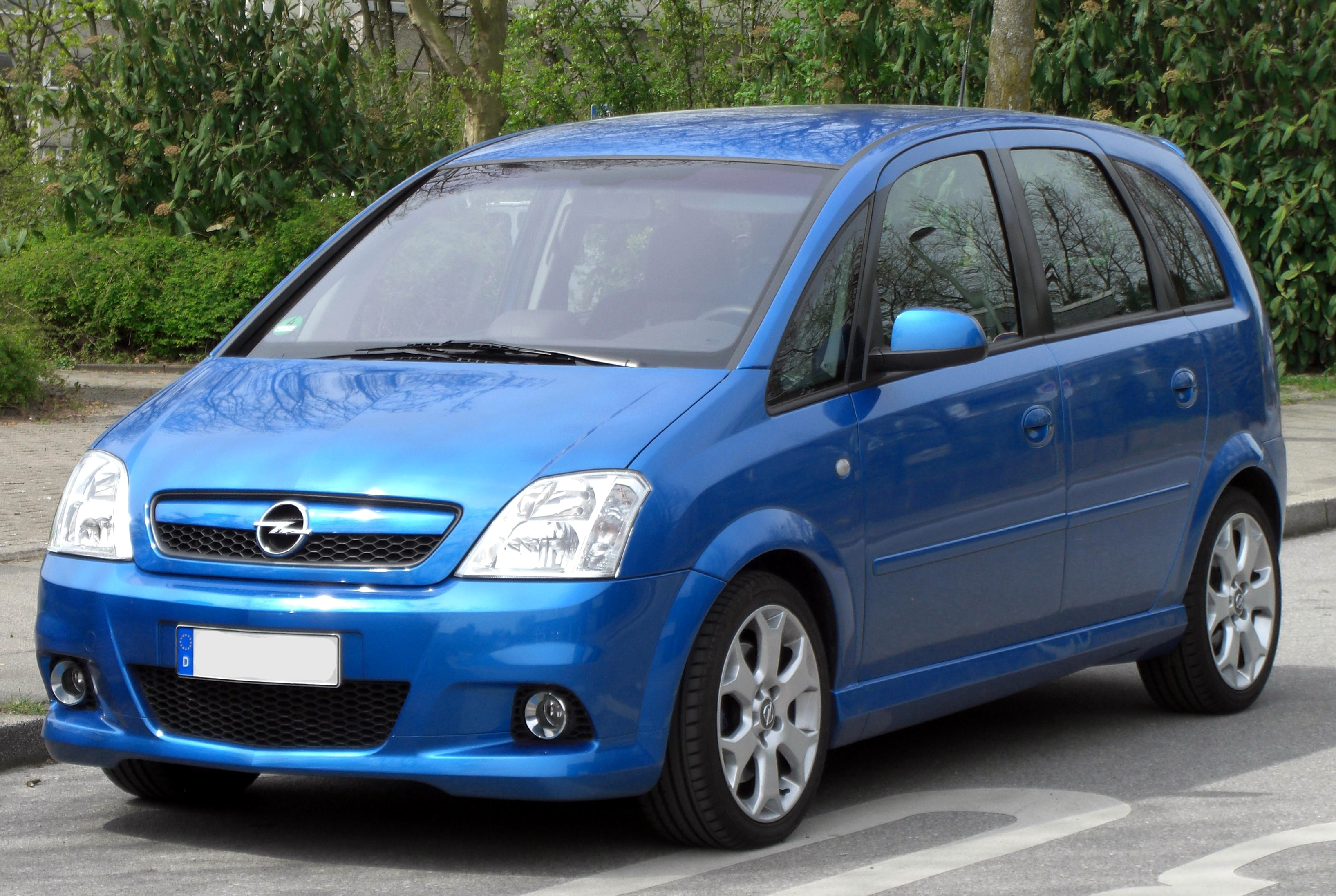